# プルーフ (ラッパー)
Proof（プルーフ、本名:DeShawn Dupree Holton、1973年10月2日 - 2006年4月11日）は、アメリカ合衆国のヒップホップMC。エミネムが所属するグループ、D12の一員として有名である。
2006年4月11日, 午前4時30分(米国東時間:EDT)、ミシガン州デトロイト市の8マイル・ロード沿いにあるCCCクラブで頭部に致命的な銃撃を受け、死亡。
プルーフの親友であったエミネムは彼の腕のタトゥーと同じものを腕に彫っている。

## ディスコグラフィー
- I Miss The Hip Hop Shop
- Searching For Jerry Garcia
- Grown Man Shit
- Electric Coolaid Acid Testing EP
- Promatic (2000)
- Hand 2 Hand Official Mixtape Instruction Manual
- Time a Tell (2010)